# Спрінг-Гілл (Теннессі)
Спрінг-Гілл (англ. Spring Hill) — місто (англ. city) в США, в округах Вільямсон і Морі штату Теннессі. Населення — 50 005 осіб (2020).

## Географія
Спрінг-Гілл розташований за координатами 35°44′25″ пн. ш. 86°54′55″ зх. д. / 35.74028° пн. ш. 86.91528° зх. д. (35.740237, -86.915295).  За даними Бюро перепису населення США в 2010 році місто мало площу 70,22 км², з яких 70,10 км² — суходіл та 0,12 км² — водойми.

## Демографія
Згідно з переписом 2010 року, у місті мешкало 29 036 осіб у 9861 домогосподарстві у складі 7884 родин. Густота населення становила 413 осіб/км².  Було 10569 помешкань (151/км²).
Расовий склад населення:
| - 89,1 % — білих - 5,4 % — чорних або афроамериканців - 1,6 % — азіатів - 0,2 % — вихідців з тихоокеанських островів - 0,2 % — корінних американців - 1,5 % — осіб інших рас |

До двох чи більше рас належало 1,9 %. Частка іспаномовних становила 5,6 % від усіх жителів.
За віковим діапазоном населення розподілялося таким чином: 33,9 % — особи молодші 18 років, 61,1 % — особи у віці 18—64 років, 5,0 % — особи у віці 65 років та старші. Медіана віку мешканця становила 31,9 року. На 100 осіб жіночої статі у місті припадало 94,3 чоловіків;  на 100 жінок у віці від 18 років та старших — 89,2 чоловіків також старших 18 років.
Середній дохід на одне домашнє господарство  становив 88 080 доларів США (медіана — 78 588), а середній дохід на одну сім'ю — 93 656 доларів (медіана — 84 793). Медіана доходів становила 62 024 долари для чоловіків та 46 453 долари для жінок. За межею бідності перебувало 3,6 % осіб, у тому числі 4,8 % дітей у віці до 18 років та 4,5 % осіб у віці 65 років та старших.
Цивільне працевлаштоване населення становило 15 710 осіб. Основні галузі зайнятості: освіта, охорона здоров'я та соціальна допомога — 22,3 %, науковці, спеціалісти, менеджери — 11,5 %, роздрібна торгівля — 11,3 %.